# Très bien, merci
Pour plus de détails, voir Fiche technique et Distribution.
Très bien, merci est un film français écrit et réalisé par Emmanuelle Cuau, produit par Paulo Branco et sorti le 25 avril 2007 au cinéma.

## Synopsis
Alex Maupain (Gilbert Melki), comptable, et Béatrice (Sandrine Kiberlain), chauffeuse de taxi, forment un couple sans histoires. Mais un soir, Alex observe trois policiers procéder à un contrôle d'identité, refusant de quitter les lieux malgré leur demande insistante : il veut « chercher à comprendre ». Un engrenage implacable et absurde se met alors en marche : il se retrouve au poste, hospitalisé à la demande d'un tiers en clinique psychiatrique, puis au chômage.

## Fiche technique
- Titre : Très bien, merci
- Réalisation : Emmanuelle Cuau
- Scénario et dialogues : Emmanuelle Cuau, Agnès Caffin
- Photographie : Bruno de Keyzer
- Montage : Jackie Bastide
- Décors : Anne Chedeau, Julien de Sutter, Joël Lavrut
- Costumes : Marie-Frédérique Delestré, Dorothée Lissac
- Production : Paulo Branco
- Société de production : Gemini Films
- Société de distribution : Gemini Films
- Pays de production :  France
- Genre : comédie dramatique
- Durée : 106 minutes
- Date de sortie : 
  - France : 25 avril 2007

## Distribution
- Sandrine Kiberlain : Béatrice
- Gilbert Melki : Alex Maupain, mari de Béatrice
- Olivier Cruveiller : Landier, ami d'Alex
- Christophe Odent : le patron d’Alex
- Nathalie Akoun-Cruveiller : le docteur Pachot
- Frédéric Pierrot : l'interne
- Grégory Gadebois : le patron de café
- Dimitri Rataud : le directeur des ressources humaines
- Joseph Malerba : le collègue d'Alex
- Matthieu Boujenah : l'homme interpellé
- Astrid Defrance : la femme interpellée
- Baptiste Roussillon : le client « roi » du taxi
- Emmanuel Salinger : le fumeur du métro
- Francis Leplay : l'interne des urgences
- Bruno de Keyzer : l'homme « aux mains »
- Catherine Ferran : la psychiatre des urgences
- Stéphane Lagoutte : un policier du commissariat

## Production

### Tournage
Plusieurs scènes du film, notamment l'un des entretiens d'embauche d'Alex, ont été tournées à Vincennes dans le bâtiment « Cœur de ville » ainsi qu'avenue de France à Paris pour les scènes de bureau extérieures, et à la station de métro Porte des Lilas.